# Calpurnia aurea
Calpurnia aurea är en ärtväxtart som först beskrevs av William Aiton, och fick sitt nu gällande namn av George Bentham. Calpurnia aurea ingår i släktet Calpurnia och familjen ärtväxter.

## Underarter
Arten delas in i följande underarter:
- C. a. aurea
- C. a. indica
- C. a. sylvatica

## Bildgalleri

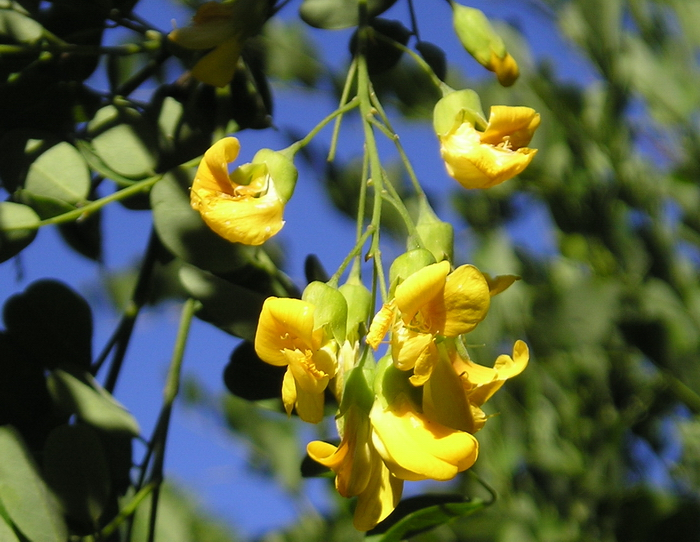
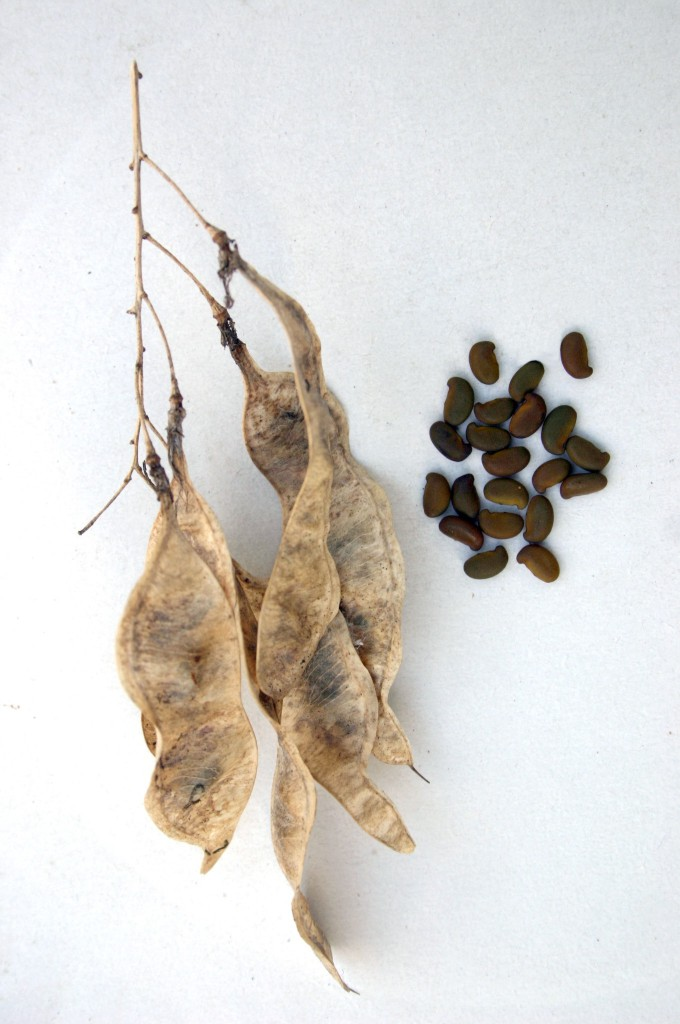